# Allah Yar Ansari
Haji Allah Yar Ansari, (1 de maio de 1943 - 1 de maio de 2020) foi um político paquistanês que foi membro da Assembléia Provincial do Punjab entre 1997 e 1999. PP-25 (Sargodha): PML (N)

## Biografia
Haji Allah Yar Ansari, filho de Mian Ranjha, nasceu em 1 de maio de 1943 no distrito de Khushab; e fez seu Intermediário em 1962 pelo Government College Joharabad. Empresário e político, que atuou como conselheiro da Municipal Corporation Sargodha de 1987 a 1997. Desde 1987, atua como vice-presidente da Liga Muçulmana do Paquistão, cidade de Sargodha; e, como presidente, Jamiat Al-Ansar, distrito Sargodha sine 1988. Ele foi eleito para a Assembléia Provincial do Punjab em 1997.[carece de fontes?]

## Morte
Em maio de 2020, ele morreu aos 77 anos devido a complicações da COVID-19, doença causada pelo coronavírus da síndrome respiratória aguda grave 2.